# Mansons Landing
Mansons Landing est une communauté située dans la province de la Colombie-Britannique, dans l'Île Cortes.
La communauté est nommée d'après Michael Manson, homme politique provincial et ancien maître des postes sur l'Île Cortes.

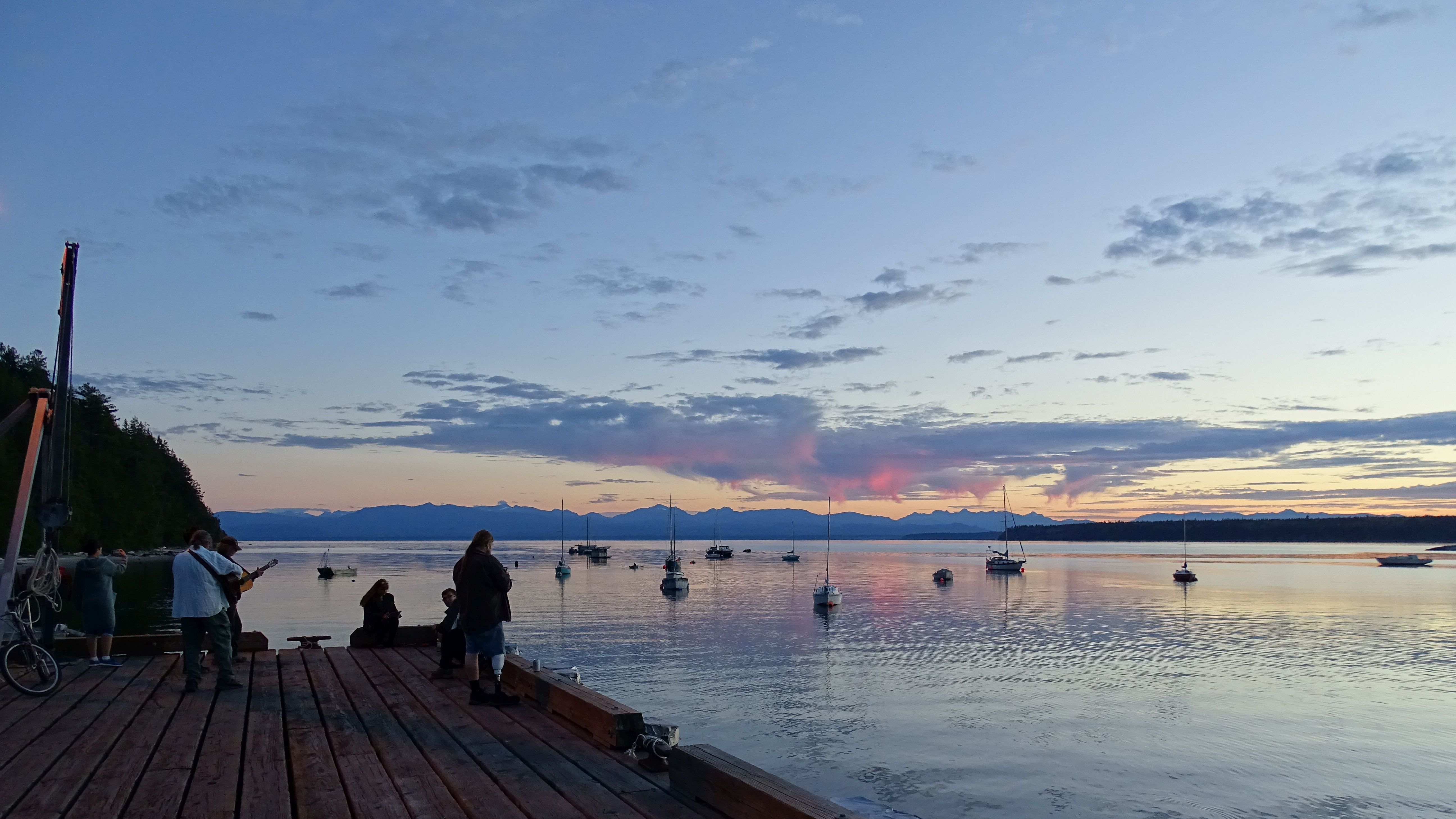
Vue sur Sutil Channel depuis Mansons Landing